# Metilfenidato
Metilfenidato (nomes comerciais: Ritalina, Concerta, entre outros) é um fármaco estimulante do sistema nervoso central (SNC), estruturalmente relacionado com as anfetaminas, das classes feniletilaminas e piperidinas, usado no tratamento medicamentoso dos casos de transtorno do déficit de atenção e hiperatividade (TDAH), narcolepsia e hipersonia idiopática do sistema nervoso central. Para o tratamento de TDAH, a eficácia do metilfenidato é comparável à da atomoxetina, mas ligeiramente inferior a das anfetaminas.
Os efeitos colaterais mais comuns do metilfenidato são insônia, redução de apetite, ansiedade e perda de peso. Os efeitos colaterais mais graves podem incluir episódios psicóticos, reações alérgicas, ereções prolongadas, abuso de substâncias e problemas cardíacos.
Presume-se que os efeitos farmacoterapêuticos do metilfenidato ocorram pela inibição de recaptação de noradrenalina e dopamina nas vias sinápticas dos neurônios.
O metilfenidato só pode ser usado sob supervisão médica especializada. Por ser uma medicação psicoestimulante, seu uso provocaria uma maior produção e reaproveitamento de neurotransmissores, a exemplo da dopamina e da norepinefrina.

## Usos
O metilfenidato é amplamente utilizado no tratamento de TDAH e narcolepsia.

### Transtorno do déficit de atenção e hiperatividade
O metilfenidato é utilizado no tratamento do transtorno do déficit de atenção e hiperatividade  (TDAH). Quando combinado com terapia cognitivo-comportamental, o metilfenidato parece aprimorar os benefícios do tratamento, conferindo-lhe melhores resultados. A dosagem varia de acordo com os efeitos desejados, com a maioria das diretrizes médicas recomendando que o tratamento inicial comece com uma dose baixa do fármaco.
Os benefícios de curto prazo e a relação custo-benefício do metilfenidato são bem estabelecidos na literatura. Ao longo de vários anos, diversas revisões de literatura estabeleceram a segurança e eficácia dos fármacos estimulantes no tratamento de pessoas com TDAH.  No entanto, até novembro de 2015, as melhorias nos sintomas de TDAH e na qualidade de vida de pessoas com TDAH tratadas com metilfenidato ainda é incerta. Além disso, a Organização Mundial da Saúde (OMS), não  acrescentou o metilfenidato à Lista de Medicamentos Essenciais da Organização Mundial de Saúde, pois as evidências dos benefícios comparadas aos danos ainda são imprecisas no tratamento de pessoas com TDAH.
Em aproximadamente 70% das pessoas que usam metilfenidato, foram observadas melhorias nos sintomas de TDAH. Geralmente, crianças com TDAH que usam medicamentos estimulantes têm melhores relacionamentos com colegas e familiares, melhor desempenho na escola, são menos distraídas e impulsivas e possuem maior capacidade de concentração . Pessoas com TDAH têm um risco aumentado de transtornos por uso de substâncias sem tratamento, e medicamentos estimulantes parecem reduzir esse risco.
Alguns estudos sugerem que, como o diagnóstico de TDAH está aumentando significativamente em todo o mundo, o uso da droga pode causar mais danos do que benefícios em pessoas que usam o metilfenidato como droga recreativa, sobretudo, por seus efeitos nootrópicos. Isso também é aplicável a pessoas que podem estar enfrentando problemas diferentes e foram diagnosticadas erroneamente com TDAH. As pessoas inseridas nessa categoria são mais propensas aos efeitos colaterais negativos do fármaco, que pioram sua condição e tornam mais difícil um diagnóstico que possibilite a aplicação de cuidados adequados, pois os profissionais ao seu redor podem acreditar que os medicamentos são suficientes e eficazes para o tratamento de suas condições. O uso do metilfenidato não está aprovado para crianças com menos de seis anos de idade. O metilfenidato de liberação imediata pode ser combinado com suas formas de ação mais prolongada, para obter melhor controle dos sintomas por um período de tempo mais prolongado.

### Narcolepsia
A narcolepsia, uma perturbação do sono crônica, é tratada principalmente por estimulantes. O metilfenidato é considerado eficaz no aumento da vigília e desempenho cognitivo. Em testes padronizados, o metilfenidato resulta em menor sonolência diurna em testes de latências múltiplas do sono (MSLT) que investigaram o potencial do fármaco para o tratamento de sonolência diurna excessiva. Apesar disso, a melhoria no desempenho geral ainda não é um tema bem estabelecido na literatura médica.

### Outras aplicações médicas
O metilfenidato também pode ser prescrito em casos resistentes de transtorno bipolar e transtorno depressivo maior. Também pode melhorar a depressão em diversos grupos, como pacientes com acidente vascular cerebral, câncer e HIV. Há evidências fracas a favor da eficácia do metilfenidato para depressão, inclusive proporcionando benefício adicional em combinação com antidepressivos. Em indivíduos com câncer terminal, o metilfenidato pode ser usado para combater a sonolência induzida por opioides, aumentar os efeitos analgésicos dos opioides, tratar a depressão e melhorar a função cognitiva. Uma revisão sistemática e meta-análise de 2021 constatou que todos os estudos sobre depressão geriátrica relataram resultados positivos com o uso do metilfenidato, recomendando seu uso em curto prazo em combinação com citalopram. Uma revisão de 2018 encontrou evidência de baixa qualidade que apoia seu uso para tratar a apatia observada na doença de Alzheimer, além de benefícios modestos para a cognição e desempenho cognitivo.

### Aumento de desempenho
A eficácia do metilfenidato como substância para melhora de desempenho atlético, potenciador cognitivo, afrodisíaco e euforizante é respaldada por pesquisas. No entanto, a forma de uso do metilfenidato para essas finalidades (altas doses, rotas alternativas de administração, durante privação de sono, etc.) pode ocasionar efeitos adversos graves. Uma revisão de 2015 constatou que doses terapêuticas de anfetamina e metilfenidato promovem melhorias modestas na cognição, abrangendo memória de trabalho, memória episódica e controle inibitório em adultos saudáveis;
As ações procognitivas dos psicoestimulantes estão associadas a baixas doses... os efeitos de melhora da cognição envolvem a elevação preferencial das catecolaminas no córtex pré-frontal e a ativação subsequente dos receptores de norepinefrina α2 e dopamina D1. Essa modulação diferencial parece depender da dose e do envolvimento dos receptores noradrenérgicos α2 versus α1.
Os efeitos de melhora da cognição desses fármacos ocorrem por meio da ativação indireta tanto do receptor de dopamina D1 quanto do receptor adrenérgico α2 no córtex pré-frontal. O metilfenidato e outros estimulantes para TDAH também aprimoram a saliência das tarefas e aumentam a excitação. Estimulantes como anfetamina e metilfenidato podem melhorar o desempenho em tarefas difíceis e monótonas,
Doses terapêuticas (relativamente baixas) de psicoestimulantes, como metilfenidato e anfetamina, melhoram o desempenho em tarefas de memória de trabalho em sujeitos normais e indivíduos com TDAH. Acredita-se que a dopamina e a norepinefrina sejam responsáveis pelos efeitos benéficos na memória de trabalho, enquanto doses abusadas podem prejudicar essa função e o controle cognitivo, atuando também em níveis gerais de excitação e melhorando a saliência das tarefas por meio da estimulação indireta dos receptores de dopamina e norepinefrina. O fármaco também é utilizado por estudantes como auxílio no estudo e em provas, embora a maioria dos autores concorde que seu uso por indivíduos sem diagnóstico de TDAH não melhore efetivamente o rendimento acadêmico e possa indicar uma automedicação para questões subjacentes. Doses excessivas de metilfenidato, acima da faixa terapêutica, podem interferir na memória de trabalho e no controle cognitivo. Assim como a anfetamina e a bupropiona, o metilfenidato aumenta a resistência e a endurance em humanos, principalmente por meio da inibição da recaptação de dopamina no sistema nervoso central. Altas doses podem induzir efeitos colaterais que prejudicam o desempenho atlético, como rabdomiólise e hipertermia.

## Mecanismo de ação
O metilfenidato é um estimulante leve do sistema nervoso central, e o principal mecanismo pelo qual exerce a sua função é através da inibição da recaptação da dopamina e, em menor escala, a noradrenalina, através do antagonismo ("bloqueio") dos transportadores de dopamina (DAT) e de noradrenalina (NET), respectivamente. Esses efeitos, conforme acredita-se, servem de modo a compensar os níveis naturalmente reduzidos destes neurotransmissores nos terminais pré-sinápticos e/ou as deficiências estruturais (tamanho e forma) de determinadas regiões do encéfalo.
Em termos práticos, a inibição da recaptação (a curto prazo) significa que ambas - sendo a dopamina a mais relevantemente afetada - permaneçam na fenda sináptica, em vez do típico regresso ao terminal pré sináptico após a neurotransmissão (através dos transportadores), permitindo assim uma maior concentração dessas monoaminas, e consequentemente, uma maior ativação nos seus principais receptores excitatórios.
Ao contrário do grupo das anfetaminas, como é o caso da lisdexanfetamina, o metilfenidato não apresenta ação directa como um agente liberador de monoaminas, e tampouco atua como um agonista (isto é, não causa a ativação direta dos receptores de dopamina e das demais monoaminas).
Também foram confirmados, em exames de neuroimagem com duração de vários anos, efeitos positivos de longo prazo dos estimulantes (como o metilfenidato e a dextroanfetamina) em algumas regiões do cérebro envolvidas diretamente na fisiopatologia do TDAH, em particular no córtex cingulado anterior, núcleo caudado e núcleos da base.

## Farmacologia

### Farmacodinâmica
| Transportador de neurotransmissores  | Medida (unidades)                  | dl-MPH | d-MPH  | l-MPH  |
| ------------------------------------ | ---------------------------------- | ------ | ------ | ------ |
| Transportador de dopamina (DAT)      | Constante de dissociação (Ki) (nM) | 121    | 161    | 2250   |
| Transportador de dopamina (DAT)      | IC50 (nM)                          | 20     | 23     | 1600   |
| Transportador de noradrenalina (NET) | Ki (nM)                            | 788    | 206    | >10000 |
| Transportador de noradrenalina (NET) | IC50 (nM)                          | 51     | 39     | 980    |
| Transportador de serotonina (SERT)   | Ki (nM)                            | >10000 | >10000 | >6700  |
| Transportador de serotonina (SERT)   | IC50 (nM)                          | —      | >10000 | >10000 |
| Receptor GPCR                        | Medida (unidades)                  | dl-MPH | d-MPH  | l-MPH  |
| 5-HT1A                               | Ki (nM)                            | 5000   | 3400   | >10000 |
| 5-HT1A                               | IC50 (nM)                          | 10000  | 6800   | >10000 |
| 5-HT2B                               | Ki (nM)                            | >10000 | 4700   | >10000 |
| 5-HT2B                               | IC50 (nM)                          | >10000 | 4900   | >10000 |

Methylphenidate atua principalmente como um inibidor da recaptação de norepinefrina‐dopamina (NDRI). É um derivado da benzilpiperidina e da fenetilamina substituída, que também compartilha parte de sua estrutura básica com as catecolaminas. Methylphenidate é um psicoestimulante que aumenta a atividade do sistema nervoso central por meio da inibição da recaptação dos neurotransmissores norepinefrina e dopamina. Conforme sugerem os modelos de TDAH, está associado a prejuízos funcionais em alguns sistemas neurotransmissores do cérebro, principalmente aqueles envolvendo a dopamina nas vias mesocortical e mesolímbica e a norepinefrina no córtex pré-frontal e no locus coeruleus. Psicoestimulantes como methylphenidate e anfetamina podem ser eficazes no tratamento do TDAH, pois aumentam a atividade dos neurotransmissores nesses sistemas. Quando a recaptação desses neurotransmissores é inibida, sua concentração e efeitos na sinapse se intensificam e se prolongam, razão pela qual o methylphenidate é chamado de inibidor da recaptação de norepinefrina‐dopamina. Ao aumentar os efeitos de norepinefrina e dopamina, intensifica a atividade do sistema nervoso central, produzindo aumento do estado de alerta, redução da fadiga e melhora da atenção. Methylphenidate atua principalmente modulando os níveis de dopamina (DA) e, em menor grau, os de norepinefrina (NE). Ele se liga e bloqueia os transportadores de dopamina (DAT) e de norepinefrina (NET). Existe variabilidade entre o bloqueio do DAT e a dopamina extracelular, o que leva à hipótese de que o methylphenidate amplifica a atividade basal da dopamina, causando não-resposta em indivíduos com baixa atividade basal de DA. Em animais e em tecido cerebral, o methylphenidate demonstrou aumentar, de forma dependente da dose, os níveis de dopamina. Em média, o methylphenidate provoca um aumento de 3 a 4 vezes na dopamina e na norepinefrina no estriado e no córtex pré-frontal. Estudos por ressonância magnética sugerem que o tratamento prolongado com psicoestimulantes no TDAH (especificamente, anfetamina e methylphenidate) diminui as anomalias na estrutura e na função cerebral encontradas em indivíduos com TDAH. Tanto a anfetamina quanto o methylphenidate são predominantemente drogas dopaminérgicas, embora seus mecanismos de ação sejam distintos. Enquanto o methylphenidate atua como inibidor da recaptação de norepinefrina‐dopamina, a anfetamina funciona como agente liberador e inibidor da recaptação de dopamina e norepinefrina. O mecanismo do methylphenidate na liberação de dopamina e norepinefrina difere da maioria dos outros derivados de fenetilamina substituída, uma vez que tende a aumentar a taxa de disparo neuronal, Já a anfetamina reduz a taxa de disparo, mas induz a liberação de monoaminas ao inverter o fluxo através dos transportadores de monoaminas por meio de mecanismos que incluem ativação do TAAR1 e modulação da função do VMAT2, entre outros. Methylphenidate possui afinidade de ligação para os transportadores de dopamina e de norepinefrina, sendo que os enantiômeros de dextromethylphenidate apresentam afinidade notável pelo transportador de norepinefrina. Tanto os enantiômeros dextrorrotatórios quanto os levorotatórios apresentam afinidade pelos receptores 5HT₁A e 5HT₂B, embora não se observe ligação direta ao transportador de serotonina. Um estudo posterior confirmou a ligação do d-threo-methylphenidate (dexmethylphenidate) ao receptor 5HT₁A, sem atividade significativa no receptor 5HT₂B. Existem alguns achados que questionam a ideia de que o methylphenidate atua como antagonista silencioso do DAT. Uma ocupação de 80% do DAT é necessária para o efeito euforizante do methylphenidate, mas a readministração do fármaco além desse nível produz efeitos euforizantes semelhantes, mesmo com a ocupação do DAT inalterada. Em contraste, outros inibidores do DAT, como a bupropiona, não apresentam esse efeito. Essas observações sugerem que o methylphenidate pode atuar como um “agonista inverso do DAT” ou “modificador alostérico negativo do DAT”, revertendo o fluxo de dopamina pelo transportador em doses elevadas. Por fim, o methylphenidate pode proteger os neurônios dos efeitos neurotóxicos da doença de Parkinson e do transtorno do uso de metanfetamina, possivelmente inibindo as interações entre metanfetamina e DAT e reduzindo a dopamina citosólica, o que diminui a produção de espécies reativas de oxigênio relacionadas à dopamina. Os enantiômeros dextrorrotatórios são consideravelmente mais potentes que os levorotatórios, motivo pelo qual alguns medicamentos contêm apenas dexmethylphenidate. A dose diária máxima estudada de OROS methylphenidate aparenta ser de 144 mg/dia.

### Farmacocinética
A administração oral de metilfenidato apresenta biodisponibilidade entre 11 e 52%, com duração de ação de cerca de 2 a 4 horas na formulação de liberação imediata (isto é, Ritalin), 3 a 8 horas na de liberação sustentada (Ritalin SR) e 8 a 12 horas na de liberação prolongada (Concerta). A meia-vida do metilfenidato é de 2 a 3 horas, variando conforme o indivíduo, sendo o pico plasmático alcançado por volta de 2 horas. O fármaco apresenta baixa ligação às proteínas plasmáticas (10–33%) e volume de distribuição de 2,65 L/kg. O dextrometilfenidato é muito mais biodisponível que o levometilfenidato quando administrado por via oral, sendo o principal responsável pela psicoatividade do metilfenidato racêmico. A biodisponibilidade oral e a velocidade de absorção do metilfenidato de liberação imediata aumentam quando o fármaco é administrado juntamente com uma refeição. Os efeitos de uma refeição rica em gorduras sobre o Cmax observado diferem entre algumas formulações de liberação prolongada, com as formulações combinadas IR/ER e OROS apresentando níveis reduzidos de Cmax, enquanto as formulações líquidas de liberação prolongada mostram níveis aumentados de Cmax quando administradas com uma refeição rica em gorduras, de acordo com alguns pesquisadores. Um estudo de 2003, contudo, não encontrou diferenças entre a administração do fármaco com uma refeição rica em gorduras e em jejum. O metilfenidato é metabolizado em ácido ritalínico pelas enzimas CES1A1 no fígado, sendo que o dextrometilfenidato é metabolizado a uma taxa mais lenta que o levometilfenidato. Cerca de 97% do fármaco metabolizado é excretado na urina, enquanto entre 1 e 3% é eliminado pelas fezes, e uma pequena quantidade, inferior a 1%, é excretada na urina em forma inalterada.

## Química
Ver também Apesar do que afirmam algumas lendas urbanas, não se trata de um derivado nem de um análogo da cocaína; entretanto, ambas as substâncias contêm um grupo metil piperidinilcarboxilato com uma distância de 2-carbono entre nitrogênio e metanoato, sendo o metilfenidato composto por metil (piperidin-2-il)-etanoato e a cocaína por metil (piperidin-3-il)-metanoato. A cocaína atua como anestésico local e bloqueador de canais com ação SNDRI, enquanto o metilfenidato é um NDRI com seletividade de 2 a 3 vezes maior pelo transportador de dopamina (DAT) do que pelo transportador de noradrenalina (NET). A cocaína também apresenta maior potência em transportadores de serotonina (SERTs) que os locais NDRI.
São possíveis quatro isômeros de metilfenidato, pois a molécula possui dois centros quirais. Distinguem-se um par de isômeros treo e um par de isômeros eritro, dos quais, principalmente, o d-treo-metilfenidato exibe os efeitos farmacológicos desejados. Os diastereômeros eritro são aminas pressor, propriedade não compartilhada pelos diastereômeros treo. Inicialmente, o medicamento era comercializado como uma mistura 4:1 de diastereômeros eritro:treo, mas posteriormente foi reformulado para conter apenas os treo. "TMP" designa um produto treo sem diastereômeros eritro, ou seja, (±)-treo-metilfenidato. Como os isômeros treo são energeticamente favorecidos, é simples epimerizar os eritro indesejados. O fármaco que contém apenas metilfenidato dextrorrotatório é, por vezes, chamado de d-TMP, embora esse nome seja raro e o composto seja mais comumente referido como dexmetilfenidato, d-MPH ou d-treo-metilfenidato. Foi publicada uma revisão sobre a síntese do fármaco enantiopuro (2R,2'R)-(+)-treo-metilfenidato hidroclorídeo.

### Detecção em fluidos biológicos
A concentração de metilfenidato ou ácido ritalínico, seu principal metabólito, pode ser quantificada em plasma, soro ou sangue total para monitorar a adesão em pacientes em tratamento, confirmar o diagnóstico em casos de intoxicação ou auxiliar em investigações forenses em situações de overdose fatal.

## Efeitos adversos

Especialistas em dependência na psiquiatria, química, farmacologia, ciência forense, epidemiologia e serviços policiais e jurídicos realizaram uma análise delphica de 20 drogas recreativas populares. O metilfenidato foi classificado em 13º na dependência, 12º no dano físico e 18º no dano social.

Os efeitos colaterais mais comuns associados ao metilfenidato (nas formulações de liberação padrão e prolongada) são perda de apetite, boca seca, ansiedade/nervosismo, náusea e insônia. Efeitos adversos gastrointestinais podem incluir dor abdominal e perda de peso. Efeitos no sistema nervoso podem incluir acatisia (agitação/inquietação), irritabilidade, discinesia (tiques), letargia (sonolência/fadiga) e tontura. Efeitos cardíacos podem incluir palpitações, alterações na pressão arterial e na frequência cardíaca (geralmente leves) e taquicardia. Efeitos oftalmológicos podem incluir visão turva, causada pela dilatação pupilar e olhos secos, com relatos menos frequentes de diplopia e midríase. Em alguns casos, pode haver problema de tolerância com estimulantes como o metilfenidato. Resultados de uma revisão sistemática de 2024 indicaram que o metilfenidato melhora significativamente os sintomas do TDAH e medidas amplas, mas pode causar supressão do apetite e outros eventos adversos em crianças e adolescentes. Fumantes com TDAH que utilizam metilfenidato podem aumentar a dependência de nicotina, fumando mais e apresentando aumento dos desejos, com acréscimo médio de 1,3 cigarros por dia. Há evidências de reduções leves na estatura com tratamento prolongado em crianças, estimadas em 1 cm ou menos por ano durante os três primeiros anos, com diminuição total de 3 cm em 10 anos. Reações de hipersensibilidade – como erupção cutânea, urticária e febre – são por vezes relatadas com o uso do metilfenidato transdérmico, sendo o adesivo Daytrana associado a uma taxa maior de reações cutâneas do que o metilfenidato oral. O metilfenidato pode agravar a psicose em pessoas psicóticas e, em casos raros, tem sido associado ao surgimento de novos sintomas psicóticos. Deve ser usado com extrema cautela em pessoas com transtorno bipolar, pois pode induzir mania ou hipomania. Relatos de ideação suicida são raros, e alguns autores afirmam que não há evidência que comprove essa ligação. Casos de logorreia são esporádicos e alucinações visuais, muito raras. Priapismo é um efeito adverso muito raro, mas potencialmente sério. Estudos encomendados pela U.S. Food and Drug Administration em 2011 indicam que não há associação entre eventos cardiovasculares graves (como morte súbita, infarto e AVC) e o uso médico de metilfenidato ou outros estimulantes para o TDAH em crianças, jovens adultos e adultos. Como alguns efeitos adversos podem surgir somente com o uso crônico, recomenda-se vigilância constante. Uma revisão Cochrane de 2018 concluiu que o metilfenidato pode estar associado a efeitos colaterais graves, como problemas cardíacos, psicose e morte, com evidência de certeza muito baixa. A mesma revisão encontrou evidências tentativas de que ele pode causar efeitos adversos graves e não graves em crianças.

### Overdose
Os sintomas de uma overdose aguda moderada de metilfenidato decorrem principalmente da superestimulação do sistema nervoso central, incluindo vômito, náusea, agitação, tremores, hiperreflexia, contrações musculares, euforia, confusão, alucinações, delírio, hipertermia, sudorese, rubor, dor de cabeça, taquicardia, palpitações, arritmias, hipertensão, midríase e ressecamento das mucosas. Uma overdose grave pode apresentar sintomas como hiperpirexia, toxidrome simpatomimético, convulsões, paranoia, estereotipia, rabdomiólise, coma e colapso circulatório.
O manejo da overdose de anfetaminas, dextroanfetaminas e metilfenidato é basicamente de suporte, interrompendo o síndrome simpatomimético com uso criterioso de benzodiazepínicos. Quando a agitação, o delírio e os distúrbios do movimento não respondem, terapias de segunda linha podem incluir antipsicóticos, agonistas alfa-adrenoreceptores centrais ou propofol. Fatalidades são raras com o cuidado adequado. Uma overdose de metilfenidato raramente é fatal com o tratamento apropriado. Após a injeção de comprimidos de metilfenidato em uma artéria, reações tóxicas graves com formação de abscesso e necrose foram relatadas. O tratamento geralmente envolve a administração de benzodiazepínicos, com antipsicóticos, agonistas α-adrenorreceptores e propofol como alternativas de segunda linha. 

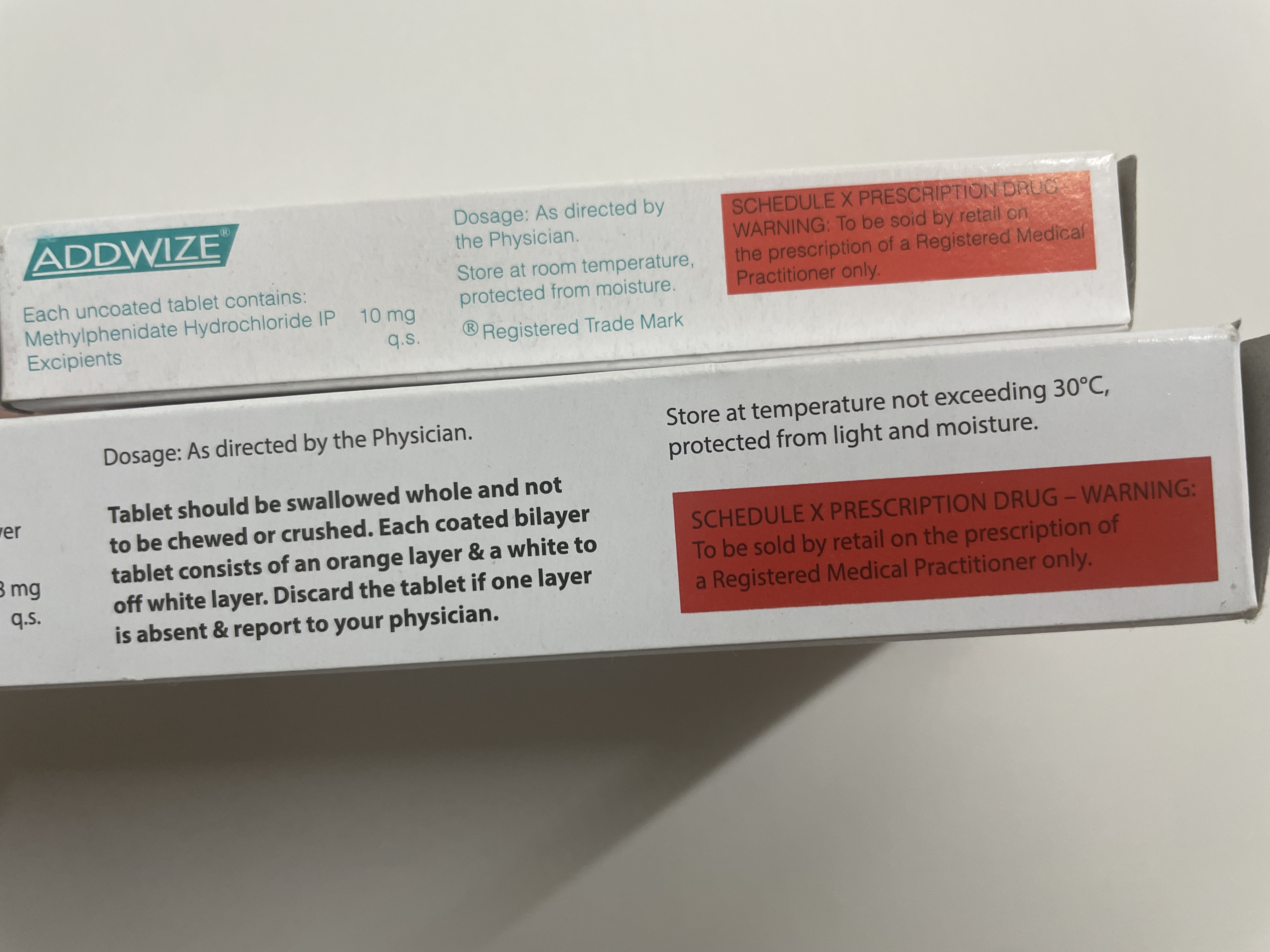
A embalagem de uma formulação de metilfenidato alerta para não triturar os comprimidos. Este medicamento está classificado na Tabela X do sistema indiano, que reúne substâncias com potencial de abuso, como barbitúricos e anfetaminas

### Dependência e vício
O metilfenidato é um estimulante com potencial de vício e dependência similar à anfetamina, apresentando risco moderado entre as drogas viciantes; Assim, o vício e a dependência psicológica são possíveis e prováveis quando o metilfenidato é usado em doses elevadas para fins recreativos. O uso acima da dose médica pode levar ao desenvolvimento de psicose estimulante. O metilfenidato pode induzir euforia devido à sua ação farmacodinâmica, inibindo a recaptação de dopamina no sistema de recompensa do cérebro. Em doses terapêuticas, os estimulantes para TDAH não ativam suficientemente esse sistema, e o uso conforme prescrito não gera vício.

#### Mecanismos biomoleculares
O metilfenidato pode induzir euforia por inibir a recaptação de dopamina no sistema de recompensa do cérebro. Em doses terapêuticas para TDAH, os estimulantes não ativam suficientemente o sistema de recompensa; assim, quando usado conforme prescrito, o metilfenidato não causa dependência.

## Contraindicações
O uso está contra-indicado em pacientes com arritmias cardíacas, síndrome de Tourette, em pacientes psicóticos, com distúrbios de movimentos e com problemas na produção de células sanguíneas. A prescrição nesses casos deve ser feita por um médico qualificado e que irá avaliar se os benefícios superam os potenciais riscos.
É preferível evitar durante o primeiro trimestre da gestação, embora nunca tenha sido relatado efeito deletério no feto.

## Interações

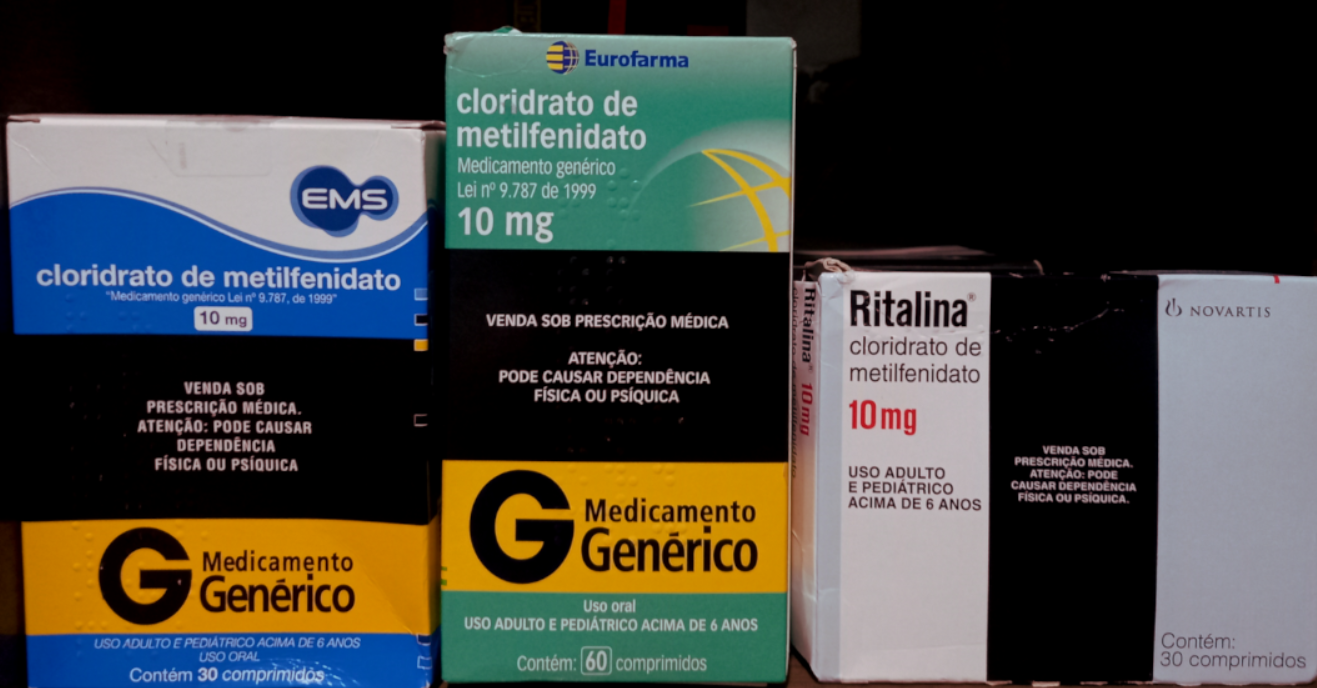
Caixas de metilfenidato em forma de comprimidos de liberação imediata de 10 mg, vendidas no Brasil (dos laboratórios EMS e Eurofarma, em formulações genéricas, e da Novartis, o medicamento de referêcia).

O metilfenidato pode inibir o metabolismo dos anticoagulantes da vitamina K, bem como de certos anticonvulsivantes e antidepressivos (especialmente antidepressivos tricíclicos e inibidores seletivos de recaptação de serotonina). A administração simultânea destes fármacos requer ajustes de dose, e é recomendado o monitoramento periódico das concentrações plasmáticas do fármaco. Existem vários relatos de casos de síndrome da serotonina induzida por metilfenidato admininistrado concomitante a antidepressivos.
O uso concomitante com tranilcipromina e outros inibidores da monoamina oxidase é normalmente seguro, quando acompanhado por um profissional médico com experiência e de maneira prudente.
Quando o metilfenidato é usado com bebidas alcoólicas (etanol), o metabólito etilfenidato é formado por transesterificação hepática, de forma similar à transformação hepática de cocaetileno em pessoas que consomem cocaína e etanol simultaneamente. Em doses terapêuticas, a potência reduzida do etilfenidato não contribui para o perfil farmacológico do metilfenidato e, mesmo em casos de sobredosagem, as concentrações de etilfenidato são insignificantes.
A combinação de metilfenidato com bebidas alcoólicas também aumenta as concentrações de desmetilfenidato (D-metilfenidato) no plasma sanguíneo em até 40%. A transformação dos coprimidos de liberação imediata em pó ou pedaços potencializam os efeitos da droga, enquanto diminuem sua meia-vida biológica. Por isso, não é recomendado transformar os comprimidos em pó ou quebrá-los em pedaços menores, já que isso provoca uma aceleração da liberação da droga, aumentando seu potencial de abuso, especialmente elevado nessa forma farmacêutica (liberação imediata).
Casos de hepatotoxicidade por metilfenidato são extremamente raros, mas evidências limitadas sugerem que sua ingestão de agonistas beta-adrenérgicos pode elevar o risco de toxicidade hepática.

## História
O primeiro estudo clínico de que se tem registro, avaliando a eficácia de um estimulante para o tratamento da síndrome de hiperatividade, data do ano de 1937. Charles Bradley dirigiu, então um estudo em que se administrava anfetamina (benzedrina) a um grupo de crianças hiperativas. As conclusões do relatório foram entusiasmantes: tinham sido observados progressos significativos.
Anos mais tarde, em 1944, sintetizou-se pela primeira vez o metilfenidato. Durante a Segunda Guerra Mundial, experimentaram-se inumeros variantes químicos da anfetamina, em busca de moléculas análogas, mas com efeitos colaterais menos severos.
Em 1954, o novo composto foi patenteado. A ação do metilfenidato sobre o organismo humano revelou, comparado às classes farmacêuticas conhecidas até o momento, surtir menos efeitos colaterais neurovegetativos (sobretudo, vasoconstritores e broncodilatadores). Reações adversas como a redução do apetite e a insônia mostraram-se menos frequentes e mais bem toleradas.
A companhia farmacêutica Ciba-Geigy (precursora da Novartis) lançou o produto no mercado em 1955, com o nome de Ritalina. Foi utilizado em uma série de indicações. Não tardaram a chegar as primeiras informações sobre sua função nos tratamentos de narcolepsia. O Physician's Desk Reference de 1957 afirmava "que estava indicado em casos de fadiga crônica e estados de letargia e depressivos, incluindo aqueles associados com agentes tranquilizantes e outras drogas, conduta senil perturbada, psiconeuroses e psicoses associadas com depressão."

## Pesquisa

### Apatia
O metilfenidato pode ser eficaz no tratamento da apatia em doença de Alzheimer e outras condições. Pode também ser útil no tratamento de distúrbios mais severos de motivação diminuída, como abulia e mutismo acinético.

### Esquizofrenia
O metilfenidato demonstrou reduzir as taxas de hospitalização em pacientes com esquizofrenia, embora doses repetidas e elevadas possam provocar psicose.

### Dependência
O metilfenidato mostrou alguns benefícios como terapia de reposição para indivíduos com transtorno do uso de estimulantes que são dependentes de metanfetamina. Além disso, o metilfenidato e a anfetamina foram investigados como alternativas químicas para o tratamento do vício em cocaína. Contudo, sua eficácia no tratamento do vício em cocaína ou da dependência psicológica não foi comprovada.

### Ansiedade social
O metilfenidato foi relatado como eficaz no tratamento do transtorno de ansiedade social em pessoas com comorbidade para essa condição e para o transtorno de déficit de atenção e hiperatividade (TDAH), conforme demonstrado em pequenos estudos clínicos preliminares e em relato de caso.

## Formas disponíveis
O enantiômero dextrorrotatório do metilfenidato, conhecido como dexmetilfenidato, é comercializado de forma genérica e sob as marcas Focalin e Attenade em formulações de liberação imediata e prolongada. Há evidências de que o dexmetilfenidato possui melhor biodisponibilidade e duração de ação maior que o metilfenidato.

#### Liberação imediata

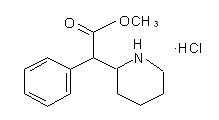
Fórmula estrutural da substância presente na série de comprimidos Ritalin (Ritalin, Ritalin LA, Ritalin SR). O volume de distribuição foi de 2,65±1,11 L/kg para d-metilfenidato e 1,80±0,91 L/kg para l-metilfenidato após a ingestão do comprimido Ritalin.
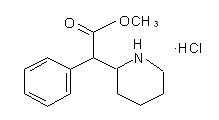
Fórmula estrutural da substância presente no comprimido Concerta. Após a administração de Concerta, as concentrações plasmáticas do isômero l foram aproximadamente ⁠1/40⁠ das concentrações do isômero d.[174] Nota-se que a substância é a mesma do Concerta – as diferenças residem em outros aspectos dos comprimidos.

O metilfenidato foi originalmente disponibilizado como uma formulação racêmica de liberação imediata sob a marca Ritalin, da Novartis, embora existam diversos genéricos, alguns com outros nomes comerciais. Os nomes genéricos incluem Ritalina, Rilatine, Attenta, Medikinet, Metadate, Methylin, Penid, Tranquilyn e Rubifen.[carece de fontes?]

#### Liberação prolongada
Produtos de metilfenidato de liberação prolongada incluem:
| Nome(s) comercial(is)                            | Nome(s) genérico(s)                                                | Duração                           | Forma de dosagem                            |
| ------------------------------------------------ | ------------------------------------------------------------------ | --------------------------------- | ------------------------------------------- |
| Aptensio XR (EUA); Biphentin (CA)                | Atualmente indisponível                                            | 12 horas                          | Cápsula XR                                  |
| Concerta (EUA/CA/AU); Concerta XL (Reino Unido)  | methylphenidate ER (EUA/CA); methylphenidate ER‑C (CA)             | 12 horas                          | OROS comprimido                             |
| Quillivant XR (EUA)                              | Atualmente indisponível                                            | 12 horas                          | Suspensão oral                              |
| Daytrana (EUA)                                   | Filme de metilfenidato de liberação prolongada; transdérmico (EUA) | 11 horas                          | Adesivo transdérmico                        |
| Metadate CD (EUA); Equasym XL (Reino Unido)      | methylphenidate ER (EUA)                                           | 8–10 horas                        | Cápsula de liberação controlada/ prolongada |
| QuilliChew ER (EUA)                              | Atualmente indisponível                                            | 8 horas                           | Comprimido mastigável                       |
| Jornay PM (EUA)                                  | Atualmente indisponível                                            | 6 horas (após atraso de 10 horas) | Cápsula DR/ER                               |
| Ritalin LA (EUA/AU); Medikinet XL (Reino Unido)  | methylphenidate ER (EUA)                                           | 8 horas                           | Cápsula de liberação prolongada (ER)        |
| Ritalin SR (EUA/CA/Reino Unido); Rubifen SR (NZ) | Metadate ER (EUA); Methylin ER (EUA); methylphenidate SR (EUA/CA)  | 5–8 horas                         | Comprimido de liberação controlada (CR)     |
| 1. 2. 3. 4. 5. 6. 7. 8.                          |                                                                    |                                   |                                             |

Os comprimidos de Concerta são marcados com as letras "ALZA" seguidas por "18", "27", "36" ou "54", correspondendo à dosagem em miligramas. Aproximadamente 22% da dose é de liberação imediata, e os 78% restantes são liberados ao longo de 10–12 horas após a ingestão, com um aumento inicial nas primeiras 6–7 horas, seguido por declínio.
As cápsulas de Ritalin LA são marcadas com as letras "NVR" (abreviação de Novartis) seguidas por "R20", "R30" ou "R40", conforme a dosagem (mg). O Ritalin LA libera metade da dose de forma imediata e a outra metade após quatro horas, sendo eficaz por cerca de oito horas no total.
As cápsulas de Metadate CD contêm duas classes de grânulos: 30% de liberação imediata e 70% de liberação sustentada.
As formulações de comprimidos Medikinet Retard/CR/Adult/Modified Release são cápsulas orais de liberação prolongada de metilfenidato, liberando 50% da dose como metilfenidato IR e os 50% restantes em 3–4 horas.
Jornay PM é uma formulação de liberação retardada que é administrada à noite. Um revestimento polimérico externo atrasa a liberação inicial do fármaco por 8 horas após a administração, e um revestimento interno regula a taxa de absorção. O pico plasmático ocorre 14 horas após a administração. Essa formulação foi desenvolvida para atender à necessidade de um medicamento pediátrico para TDAH que seja ativo imediatamente após o despertar, já que a maioria das formulações de longa ação apresenta atraso entre a administração e a absorção, comprometendo o efeito terapêutico nas primeiras horas da manhã.

#### Adesivo cutâneo
Um adesivo transdérmico de metilfenidato é comercializado sob a marca Daytrana nos Estados Unidos. Foi desenvolvido e lançado pela Noven Pharmaceuticals, aprovado nos EUA em 2006. Também é conhecido como sistema transdérmico de metilfenidato (MTS). É aprovado como tratamento diário único em crianças com TDAH de 6 a 17 anos. Geralmente é prescrito como segunda linha quando as formas orais não são bem toleradas ou em casos de dificuldade com adesão ao tratamento. A submissão original da Noven à FDA indicava uso por 12 horas, mas após rejeição e posterior comprovação de eficácia e segurança com período mais curto, foi aprovado para 9 horas.
A administração oral de metilfenidato sofre metabolismo de primeira passagem, pelo qual o isômero levo é extensivamente metabolizado. Ao evitar esse metabolismo, as concentrações relativas do l-threo-metilfenidato são muito maiores com a administração transdérmica (50–60% das do dexmetilfenidato em vez de cerca de 14–27%).
Foi observado um pico de 39 ng/mL de metilfenidato no soro entre 7,5 e 10,5 horas após a administração. Contudo, o início do efeito até o pico é de 2 horas, e os efeitos clínicos permanecem por até 2 horas após a remoção do adesivo. A absorção aumenta se o adesivo for aplicado em pele inflamada ou exposta ao calor, permanecendo por aproximadamente 9 horas em pele normal.

#### Formulação parenteral
Quando foi lançado nos Estados Unidos, o metilfenidato estava disponível pela CIBA em forma parenteral para uso por profissionais de saúde. Era comercializado em frascos múltiplos de 10 mL contendo 100 mg de metilfenidato HCl e 100 mg de lactose em forma liofilizada, e também em ampolas unitárias contendo 20 mg de metilfenidato HCl, com instruções de reconstituição com 10 mL de solvente estéril (água). A indicação era de 10 a 20 mg (1,0 mL dos frascos múltiplos, até uma ampola unitária) para induzir um estado de foco e conversação que ajudasse certos pacientes a romper a resistência ao tratamento. O metilfenidato parenteral foi descontinuado devido a dúvidas sobre o benefício real e o risco de indução de dependência psíquica.[carece de fontes?]

### Custo

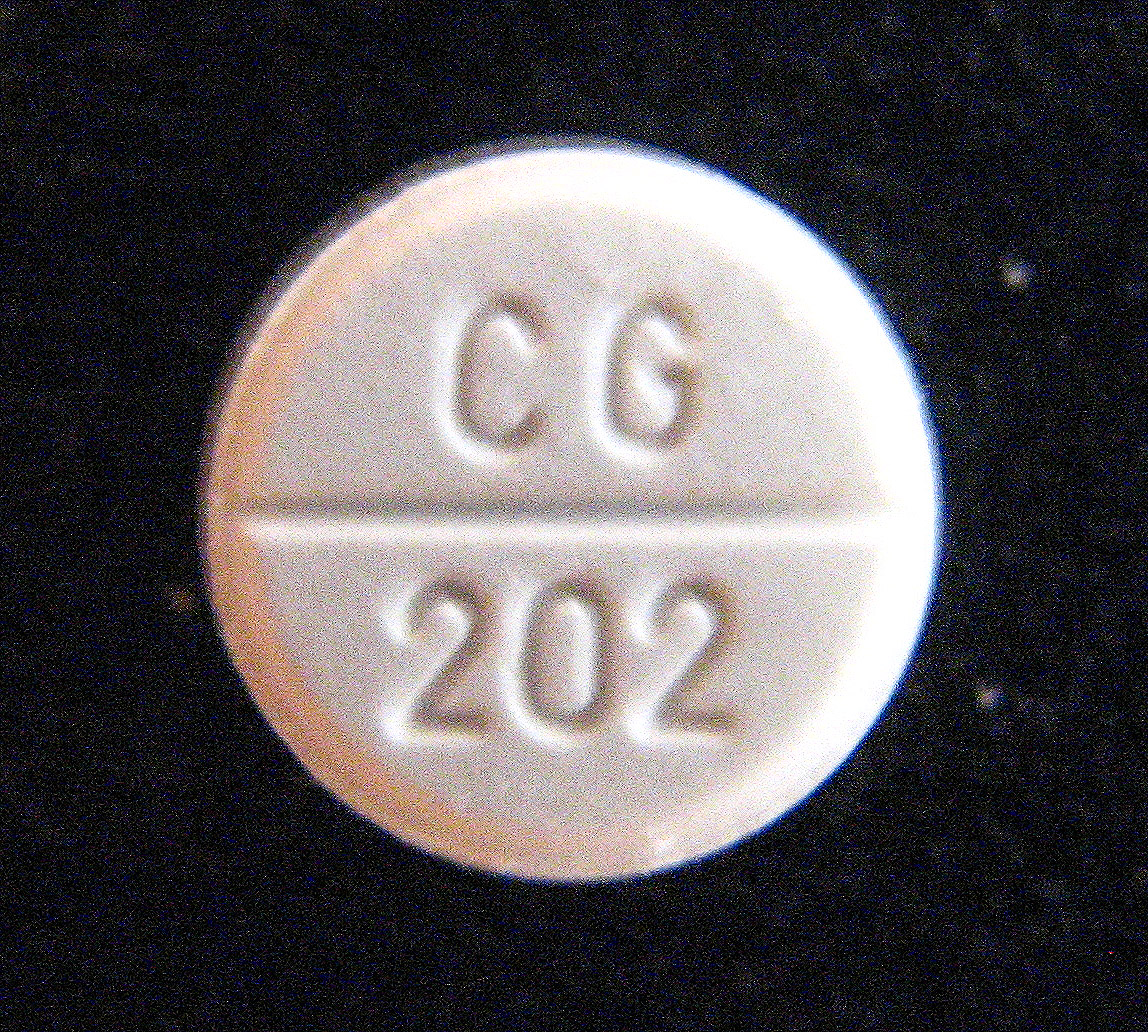
Comprimido de Ritalin 10 mg

Formulações de marca e genéricas estão disponíveis.

### Status legal

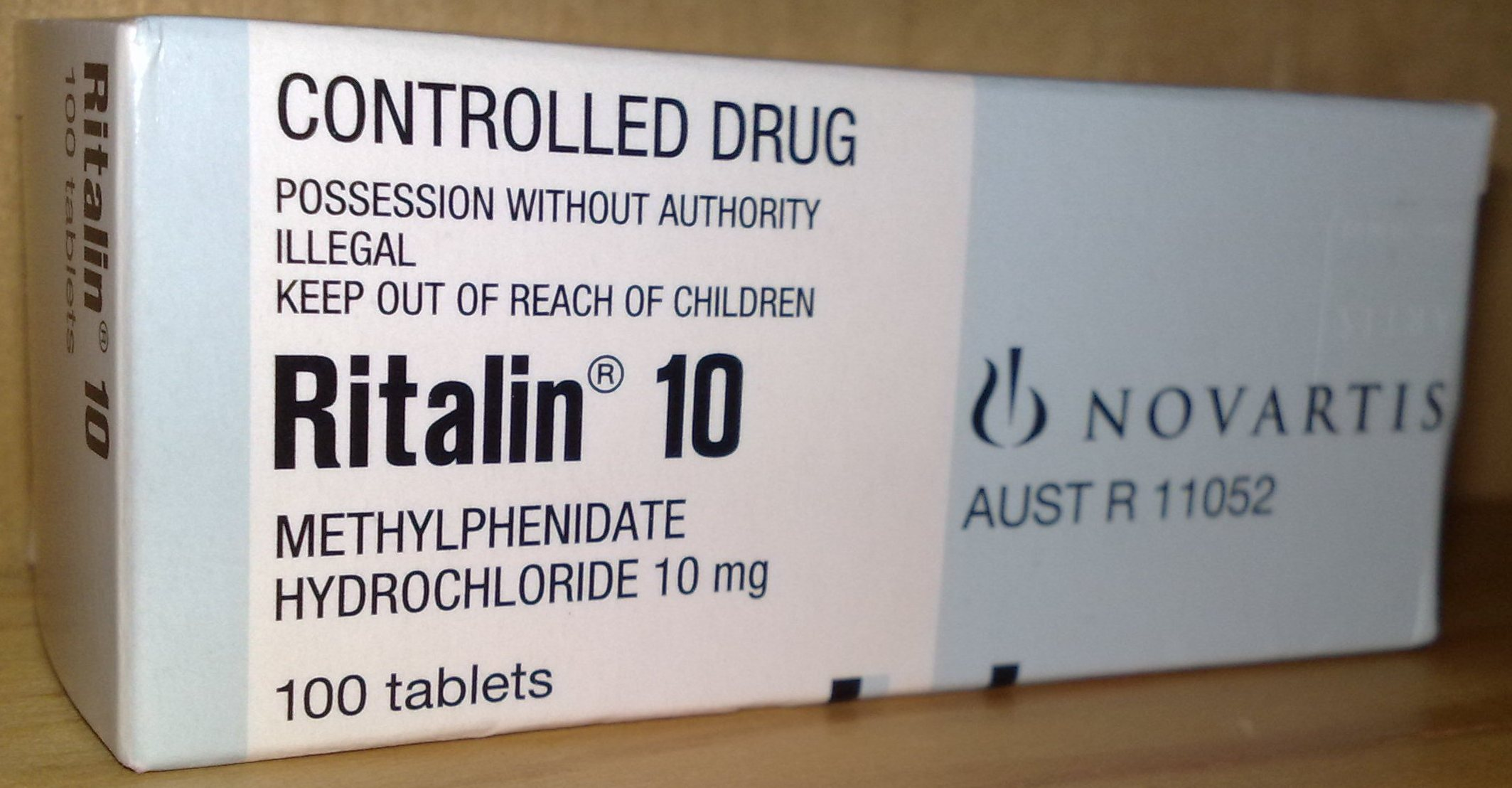
Aviso legal impresso na embalagem do Ritalin

Internacionalmente, o metilfenidato é uma droga de Tabela II sob a Convenção sobre Substâncias Psicotrópicas.
| Legal | Substância controlada | Ilegal |

| País/Território |  | Status | Notas           |
| --------------- |  | --- | --------------- |
| Austrália       |  | "Droga controlada de Tabela 8". Esses medicamentos devem ser mantidos em cofre com tranca até a dispensação, e a posse sem receita pode ser punida com multas e prisão. | [ 193 ]         |
| Canadá          |  | Tarefa III da Controlled Drugs and Substances Act; é ilegal possuir sem receita, com posse ilegal punível até três anos de prisão, ou (por condenação sumária) até um ano de prisão e/ou multas de até dois mil dólares. Para tráfico, a posse ilegal pode ser punida até dez anos de prisão, ou (por condenação sumária) até dezoito meses de prisão. | [ 194 ]         |
| Fiji            |  | Droga ilícita de Tabela 1 segundo a Illicit Drugs Control Act 2004 | [ 195 ]         |
| França          |  | Classificado sob o quadro dos "narcóticos", com restrições na prescrição e distribuição; a prescrição inicial deve ser feita por especialista (pediatra para crianças, psiquiatra ou neurologista para adultos), com consultas anuais. | [ 196 ]         |
| Alemanha        |  | Classificado como Anlage III | [ 197 ]         |
| Hong Kong       |  | Controlado pela Tabela 1 da Dangerous Drugs Ordinance (cap. 134). | [ 198 ]         |
| Índia           |  | O metilfenidato é uma droga de schedule X e é controlado pelas Drugs and Cosmetics Rules, 1945. É dispensado somente com receita médica. Legalmente, 2 gramas de metilfenidato são classificados como quantidade pequena, e 50 gramas como quantidade grande ou comercial.                                                                             | [ 199 ] [ 200 ] |
| Nova Zelândia   |  | Em Nova Zelândia, o metilfenidato é classificado como "droga controlada de classe B2". A posse ilegal é punível com até seis meses de prisão e a distribuição com até 14 anos de prisão. |                 |
| Rússia          |  | Substância psicotrópica controlada da Lista I, sem valor médico reconhecido. O Comitê Constante de Controle de Drogas do Ministério da Saúde russo incluiu o metilfenidato e seus derivados na Lista Nacional de Narcóticos, Substâncias Psicotrópicas e Seus Precursores, e o Governo baniu seu uso em 25 de outubro de 2014.                         | [ 201 ]         |
| Suécia          |  | Substância controlada de Lista II com valor médico reconhecido. A posse sem receita pode ser punida com até três anos de prisão. | [ 202 ]         |
| Reino Unido     |  | Substância controlada da "Classe B". A posse sem receita pode resultar em até 5 anos de prisão ou multa ilimitada, ou ambos; o fornecimento pode acarretar até 14 anos de prisão ou multa ilimitada, ou ambos. | [ 203 ]         |
| Estados Unidos  |  | Classificado como Schedule II. | [ 204 ]         |

Em dezembro de 2024, o Committee for Medicinal Products for Human Use da European Medicines Agency adotou uma opinião positiva, recomendando a autorização de uso pediátrico para o medicamento Tuzulby, destinado ao tratamento de crianças com TDAH. O requerente deste medicamento é a Neuraxpharm Pharmaceuticals S.L. Tuzulby é um medicamento híbrido do Ritalin, autorizado na UE desde janeiro de 1997. Ele contém o mesmo princípio ativo do Ritalin, mas está disponível em formulação e dosagem diferentes, e é administrado uma vez ao dia.

## Sociedade e cultura

### Nomes

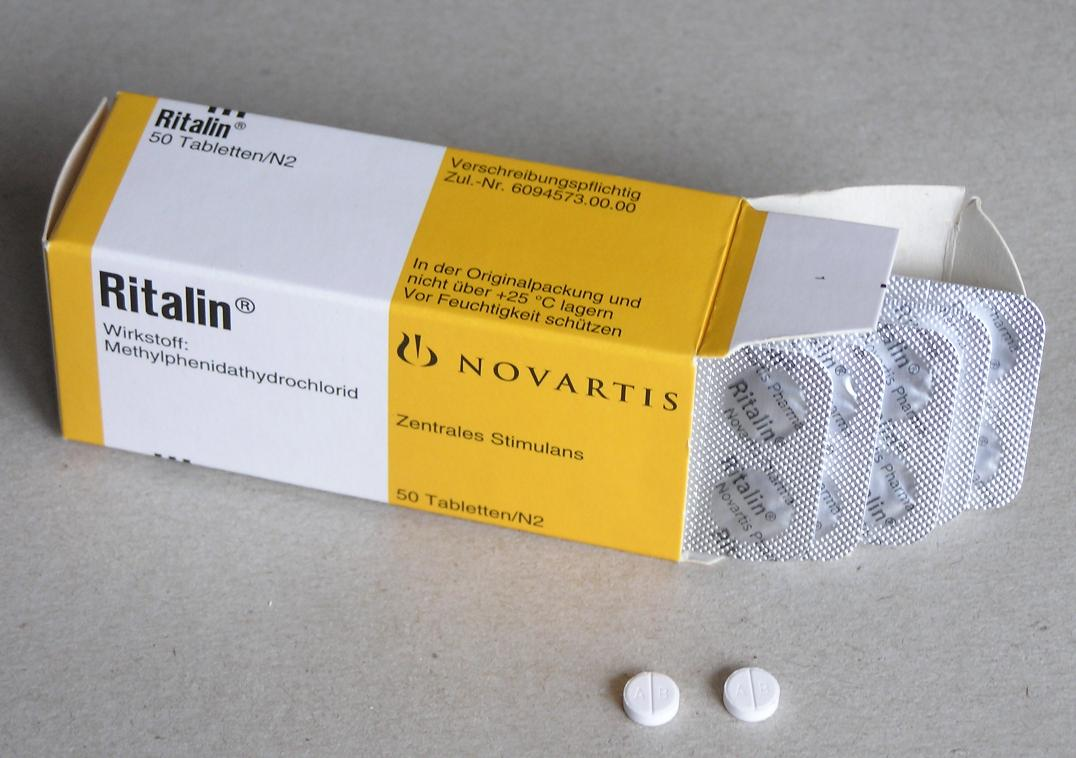
Metilfenidato da marca suíça "Ritalin"
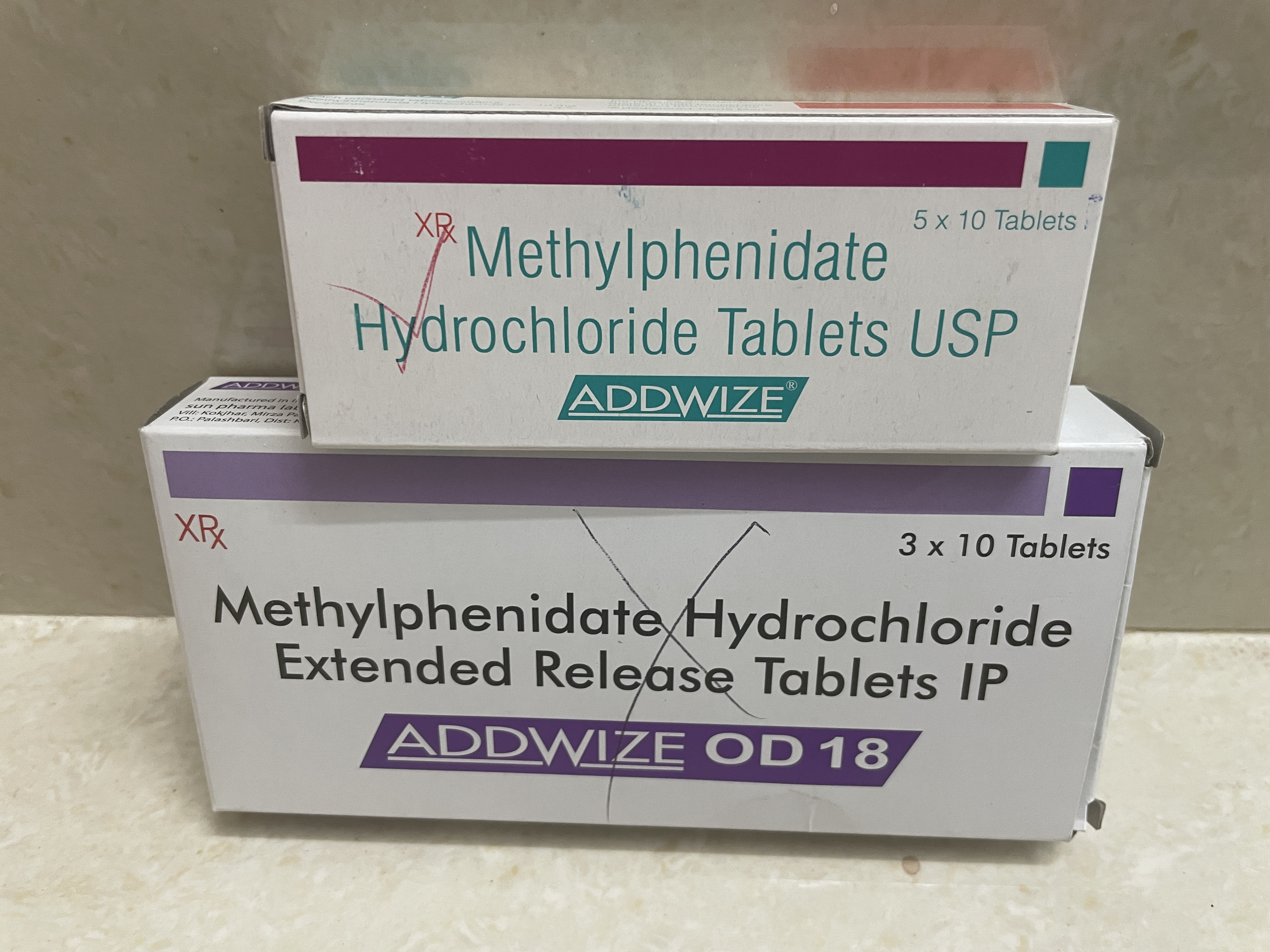
Formulações de liberação imediata e prolongada "AddWize" da Índia, custando US$1,9 por tira de liberação imediata e US$2,9 por tira de liberação prolongada
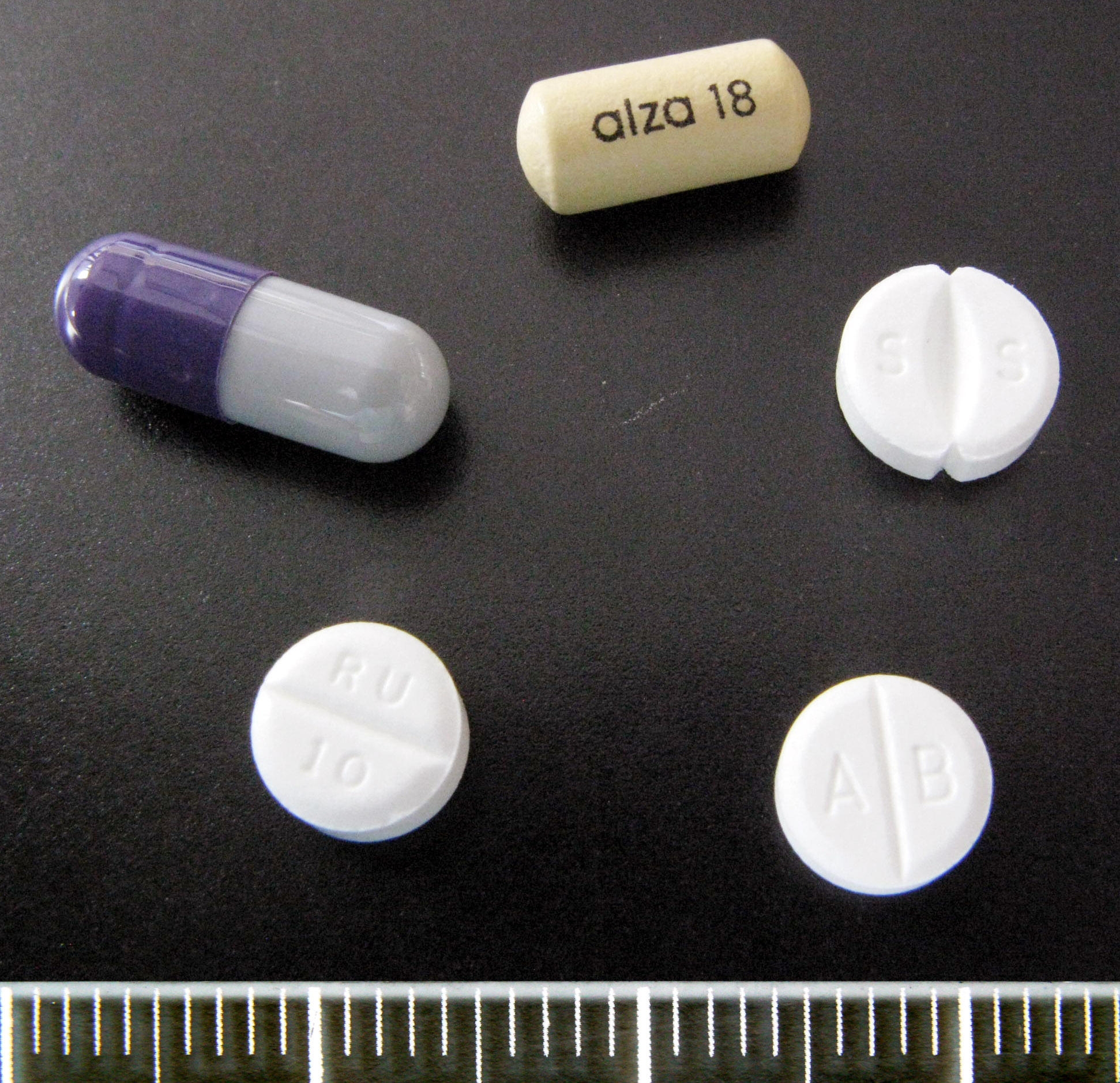
No sentido horário, a partir do topo: Concerta 18 mg, Medikinet 5 mg, Methylphenidat TAD 10 mg, Ritalin 10 mg, Medikinet XL 40 mg

O metilfenidato é comercializado na maioria dos países do mundo.:8–9 Os nomes comerciais do metilfenidato incluem Ritalina (em homenagem a Rita, esposa do descobridor da molécula, Leandro Panizzon), Rilatine (na Bélgica, para evitar conflito com o nome comercial da empresa RIT), Concerta, Medikinet, Adaphen, Addwize, Inspiral, Methmild, Artige, Attenta, Cognil, Konsenidat, Equasym, Foquest, Methylin, Penid, Phenida, Prohiper e Tradea. :8–9

## Controvérsias
O metilfenidato tem sido objeto de controvérsia em relação ao seu uso no tratamento do TDAH. A prescrição de medicamentos psicoestimulantes para crianças a fim de reduzir os sintomas do TDAH é um ponto muito criticado. A ideia de que o metilfenidato atua como droga porta de entrada foi refutada por diversas fontes, demonstrando que o abuso é estatisticamente muito baixo e que "a terapia com estimulantes na infância não aumenta o risco de abuso subsequente de drogas e álcool na vida adulta". Um estudo constatou que o tratamento do TDAH com metilfenidato não foi associado a um aumento do risco de consumo de cigarros; na verdade, os tratamentos com estimulantes como o Ritalin parecem reduzir esse risco. Pessoas tratadas com estimulantes durante a infância apresentaram menor probabilidade de desenvolver transtornos relacionados ao uso de substâncias na vida adulta.
Entre os países com as maiores taxas de uso de metilfenidato está a Islândia, onde pesquisas mostram que o fármaco é a substância mais utilizada entre pessoas que injetam drogas. O tratamento do TDAH com metilfenidato tem levado a ações judiciais, incluindo processos por malpractice relacionados à informed consent, informações inadequadas sobre efeitos colaterais, diagnóstico incorreto e uso coercitivo do medicamento por sistemas escolares.